# Emily Patricia Gibson
Emily Patricia Gibson (* 24. Juni 1864 in Dublin, Irland; † 24. April 1947 in Nelson, Neuseeland) war eine neuseeländische Suffragette, Feministin, Journalistin, Sozialistin und politische Aktivistin.

## Frühes Leben
Emily Patricia Thompson wurde am 24. Juni 1864 als Tochter der Eheleute Anna Thompson und dem Rechtsanwalt Edmund La Touche in Dublin geboren. Sie bekam den Nachnamen ihrer Mutter. Über ihre Kindheit und Schulbildung ist nichts bekannt. Sie absolvierte eine Ausbildung als Schriftsetzerin und Lektorin im Stadtteil Blackrock der Stadt Dublin und war in ihrer Funktion an der Herstellung von katholischen Messbüchern beteiligt.

## England
1879 ging sie nach London und arbeitete dort über 12 Jahre als Setzerin für eine liberale Zeitung in der Fleet Street, bis diese ihr Erscheinen einstellen musste. Auch engagierte sie sich in London bereits in der Bewegung für das Frauenwahlrecht.

## Neuseeland
Zusammen mit ihrer verwitweten Schwester Clementina Kirkby und ihren beiden Nichten wanderte Emily dann 1891 nach Neuseeland aus. Im Juni des Jahres erreichten sie auf der Tongariro den Hafen von Wellington, zogen aber einen Monat später weiter nach Auckland, wo sie den Rest ihres Lebens verbringen würde. Sie fand eine Anstellung als Korrekturleserin beim Auckland Star und traf in der Stadt den Anstaltspfleger und späteren Maurer William Edward Gibson, den sie am 7. August 1894 heiratete. Aus der Ehe gingen drei Kinder hervor.

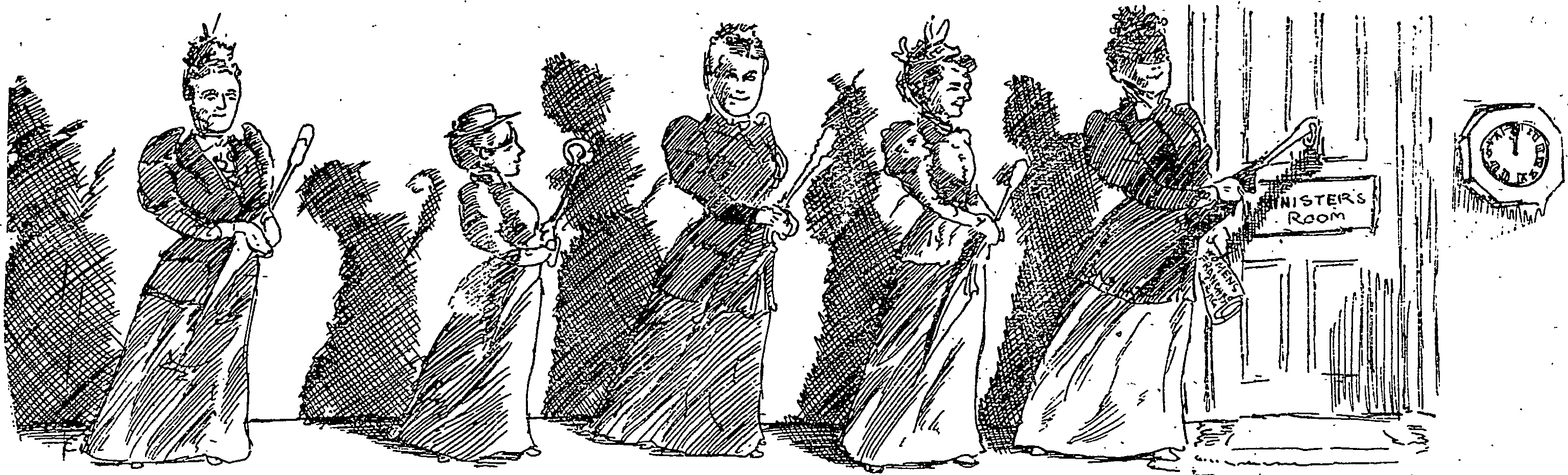
Die Auckland Female Franchise League kommt lächelnd auf die Bühne, um den Premierminister zum Thema Frauenrechte zu interviewen.
Karikatur aus dem Observer, Volume XI, Issue 756, 24. Juni 1893

In Auckland setzte Emily ihr Engagement für die Rechte von Frauen fort und schloss sich den Zweig der Women’s Franchise League in Auckland an. Im November 1893 ging sie mit einer Gruppe von Frauen zur Army Hall im Zentrum von Auckland um ihr von den Frauen frisch erkämpftes Wahlrecht zu nutzen, flankiert von johlender Männern. Emily zählte zu einer der ersten Frauen, die sich für die Parlamentswahl eintragen ließ.
Emily wurde bald zu einer wichtigen Person in der Frauenrechtsbewegung in Auckland. So war sie von 1907 bis 1913 und 1914 bis 1917 Sekretärin der Auckland Women's Political League und 1916 Gründungsmitglied der Women's International League for Peace and Freedom in Auckland. Doch politisch betrachtete sie sich eher als eine Liberale und gründete zusammen mit anderen Frauen die Auckland Women's Liberal League, da ihr die Auckland Women's Political League zu konservativ war. Als Vertreterin ihrer Organisation trat sie auf der Jahreskonferenz der National Council of Women of New Zealand 1899 in Auckland als Rednerin auf und wies in ihrem Vortrag auf die schlechten Arbeitsbedingungen von Hausangestellten hin.
Emily war auch eng mit der neuseeländischen Arbeiterbewegung verbunden und trat bald nach der Gründung der New Zealand Labour Party, die im Juli 1916 stattfand, in die Partei ein. 1925 wurde die Women's International League for Peace and Freedom Teil der New Zealand Labour Party und Emily übernahm die Position der Sekretärin bis zur Trennung der beiden Organisationen im Jahr 1930.
Als 1937 Woman To-day, eine Monatszeitschrift für Frauen, auf dem Zeitschriftenmarkt erschien, wurde Emily Mitglied des Beirats des Magazins. Sie schreib Artikel für das Magazin, ebenso wie für die Arbeiterzeitung The Maoriland Worker, doch zumeist zu frauenspezifischen Themen. Auch von ihr verfasste Gedichte fanden ihre Veröffentlichung. Emily sah sich selbst als eine Sozialistin, doch der Pazifismus lag ihr fern, da sie daran glaubte, dass es einen gerechten Krieg geben könne. Hinter der damaligen Institution des Völkerbundes erkannte sie einen Sinn und war Befürworterin des Bundes.

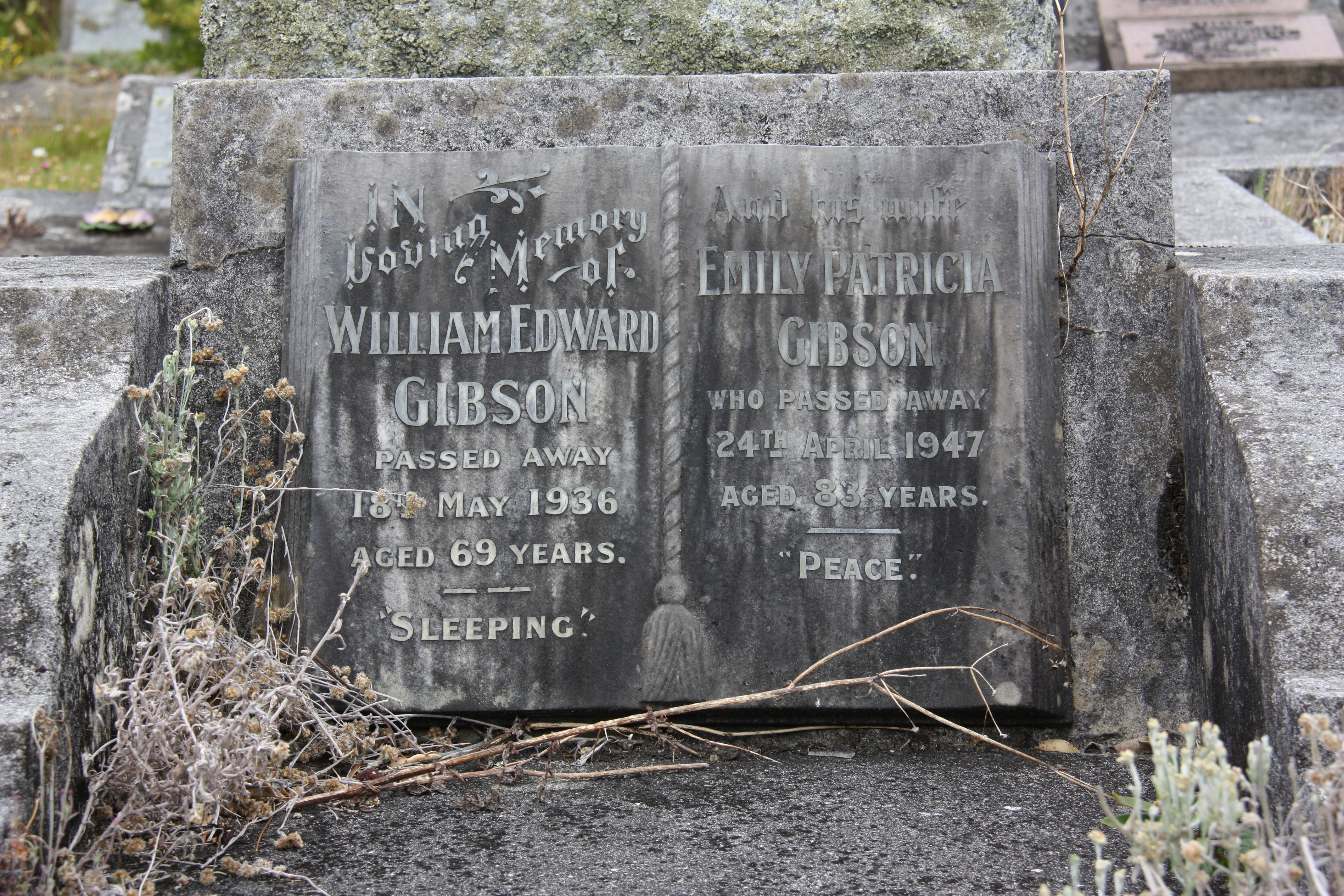
Grabstein von Emily Patricia Gibson und ihrem Mann

Elf Jahre nach dem Tod ihres Mannes verstarb Emily Patricia Gibson am 24. April 1947 in Auckland.